# Skulpturenweg Emmendingen

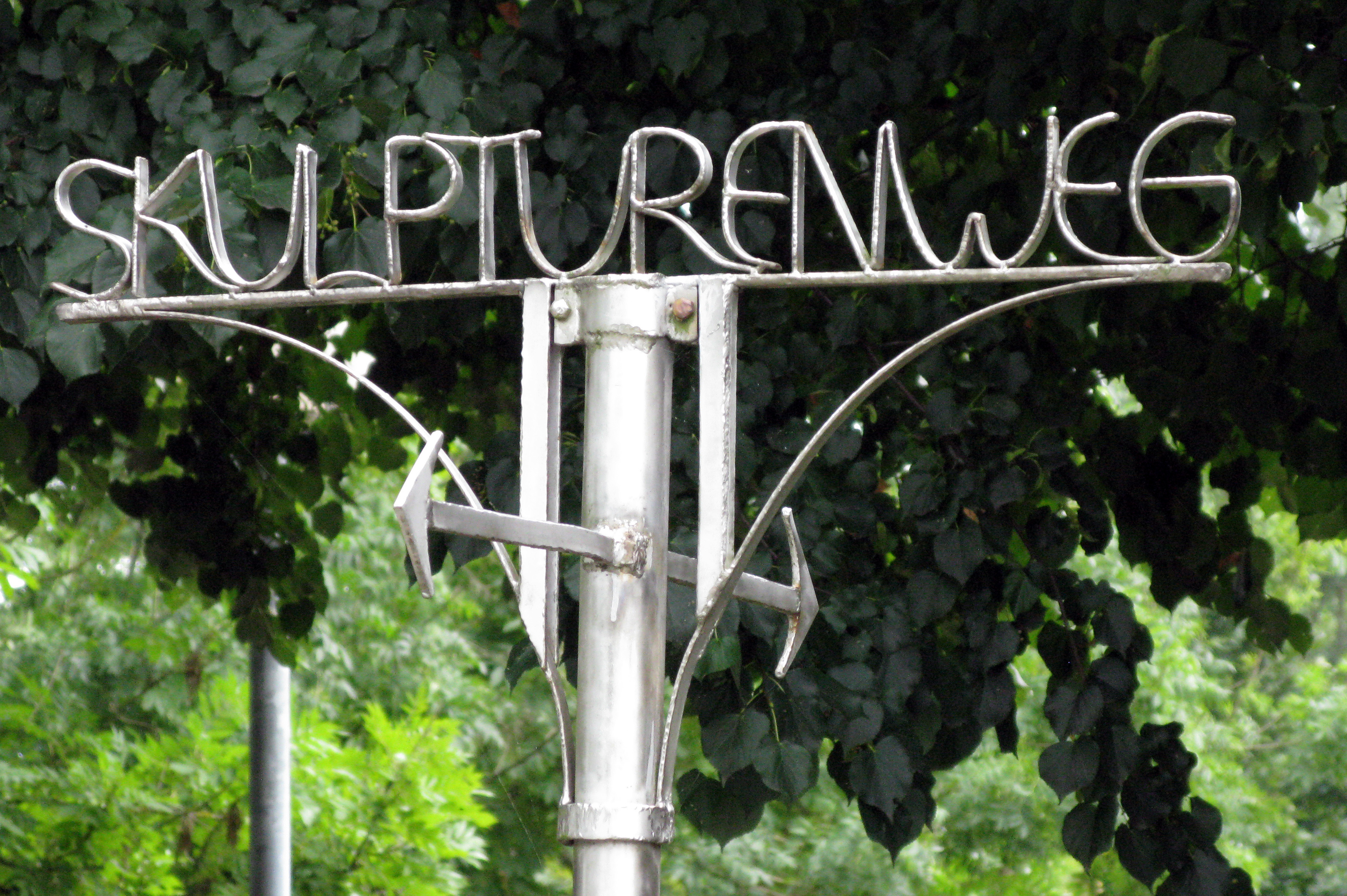
Wegweiser zum Skulpturenweg

Bei dem Skulpturenweg Emmendingen handelt es sich um einen 1993 installierten Skulpturenpark im Emmendinger Stadtteil Bürkle-Bleiche, in dem 18 Skulpturen zeitgenössischer Bildhauer aufgestellt sind:
1. Robert Schad: Tri Vole
2. Annette Merkenthaler: Das Gärtchen
3. Celia Brown: Jack in the Pulpit
4. Ernst Thomann: Wegweiser „Skulpturenweg“
5. Ernst Thomann: Die Beobachter
6. Olaf Winkler: Läufer
7. CW Loth: Paar
8. Ernst Thomann: Ohne Titel (1985)
9. Johannes Bierling: Begegnung
10. Volker Gerst: Besetzungen
11. Constanze Claus: Fünf Figuren
12. Armin Göhringer: Schichtung
13. Ernst Thomann: Ohne Titel (1980)
14. Thomas Matt: Schale
15. Jörg Siegele: Vier Stelen
16. Jörg Bollin: Mächtiges Paar
17. Olaf Winkler : Natur und Maschine
18. Franz Gutmann: Mann und Frau

Die Kunstaktion geht zurück auf eine Initiative des Kulturkreises Emmendingen.